# Pouillon (Marne)
Pouillon ist eine französische Gemeinde mit 521 Einwohnern (Stand: 1. Januar 2022) im Département Marne in der Region Grand Est. Sie gehört zum Arrondissement Reims und ist Mitglied im Gemeindeverband Communauté urbaine du Grand Reims. Die Einwohner werden Pouillonnais und Pouillonnaises genannt.
Die Gemeinde erhielt 2023 die Auszeichnung „Zwei Blumen“, die vom Conseil national des villes et villages fleuris (CNVVF) im Rahmen des jährlichen Wettbewerbs der blumengeschmückten Städte und Dörfer verliehen wird.

## Geografie

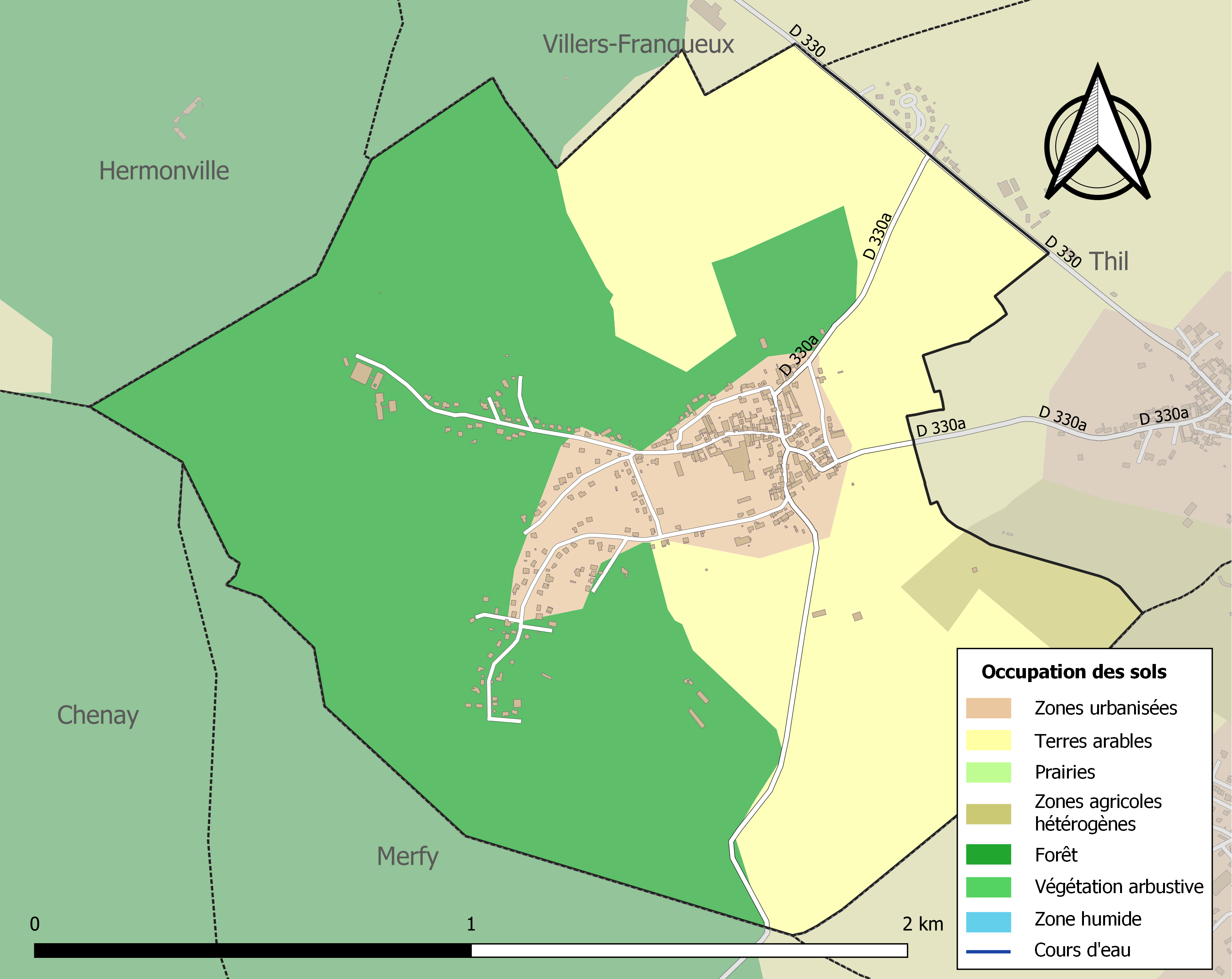
Bodennutzung, Hydrografie und Infrastruktur der Gemeinde (2018)

Pouillon liegt etwa 8,5 Kilometer nordwestlich von Reims im Norden der historischen Provinz Champagne. Das Gemeindegebiet weist keine Fließgewässer auf. Das Zentrum liegt auf einer Höhe von etwa 145 m. Im Westen steigt das Gelände zum Standort des ehemaligen Forts Saint-Thierry schnell auf 194 m Höhe an.
Ein Teil des Gebiets von Pouillon gehört zum Natura 2000-Schutzgebiet „Marais et pelouses du tertiaire au nord de Reims“ (FR2100274) und zur ZNIEFF-Naturzone „Pelouses du Fort de Saint-Thierry, de Chenay et de Merfy“ (210009861). Etwa 52 % der Fläche der Gemeinde sind bewaldet, insbesondere im Westen der Gemeinde, etwa 40 % werden landwirtschaftlich genutzt, etwa 9 % entfallen auf bebautes Gelände (Stand: 2018).
Umgeben wird Pouillon von den Nachbargemeinden Hermonville im Norden und Nordwesten, Villers-Franqueux im Norden, Thil im Osten, Saint-Thierry im Osten und Südosten, Merfy im Süden und Westen sowie Chenay im Südwesten und Westen.

## Geschichte
Im Jahr 850 hieß Pouillon „Villa Pullionus“ und entstand aus einer Villa eines gallorömischen Besitzers, dann „Pouillonum“ und schließlich um 1460 „Pouillon“.

## Bevölkerungsentwicklung
| Jahr                       | 1962 | 1968 | 1975 | 1982 | 1990 | 1999 | 2006 | 2013 | 2020 |
| Einwohner                  | 313  | 305  | 392  | 458  | 446  | 467  | 459  | 489  | 505  |
| Quellen: Cassini und INSEE |      |      |      |      |      |      |      |      |      |

## Sehenswürdigkeiten
- Kirche Notre-Dame de la Visitation aus dem 17. Jahrhundert. Sie birgt Reliquien des heiligen Gorgonius von Rom. Die Kirche wurde von den Auswirkungen des Ersten Weltkriegs bis auf den Einschlag einer deutschen Granate am 28. Oktober 1914 weitgehend verschont.
- Reste des früheren Forts de Saint-Thierry aus dem 19. Jahrhundert

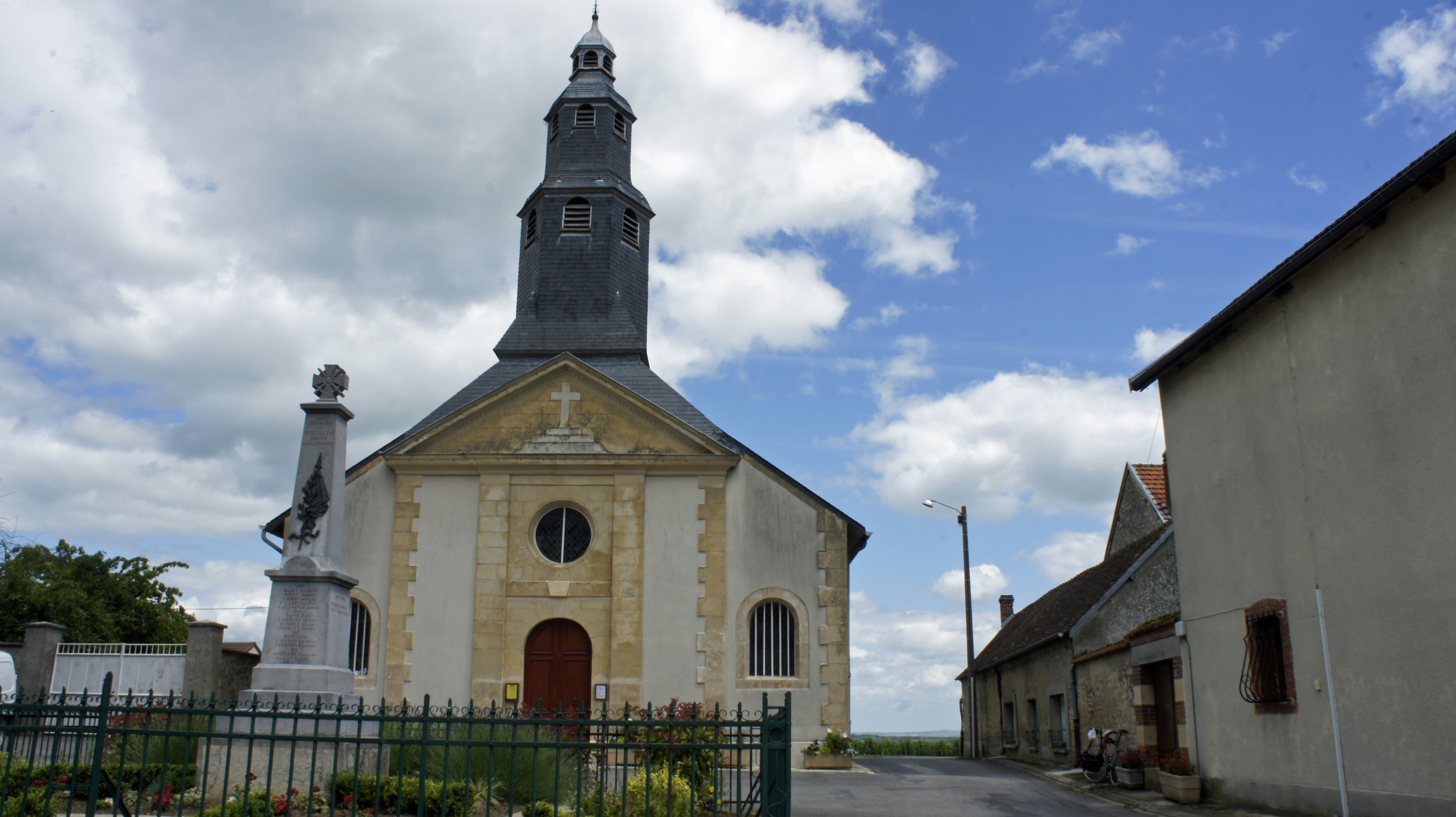
Kirche Notre-Dame de la Visitation und Gefallenendenkmal
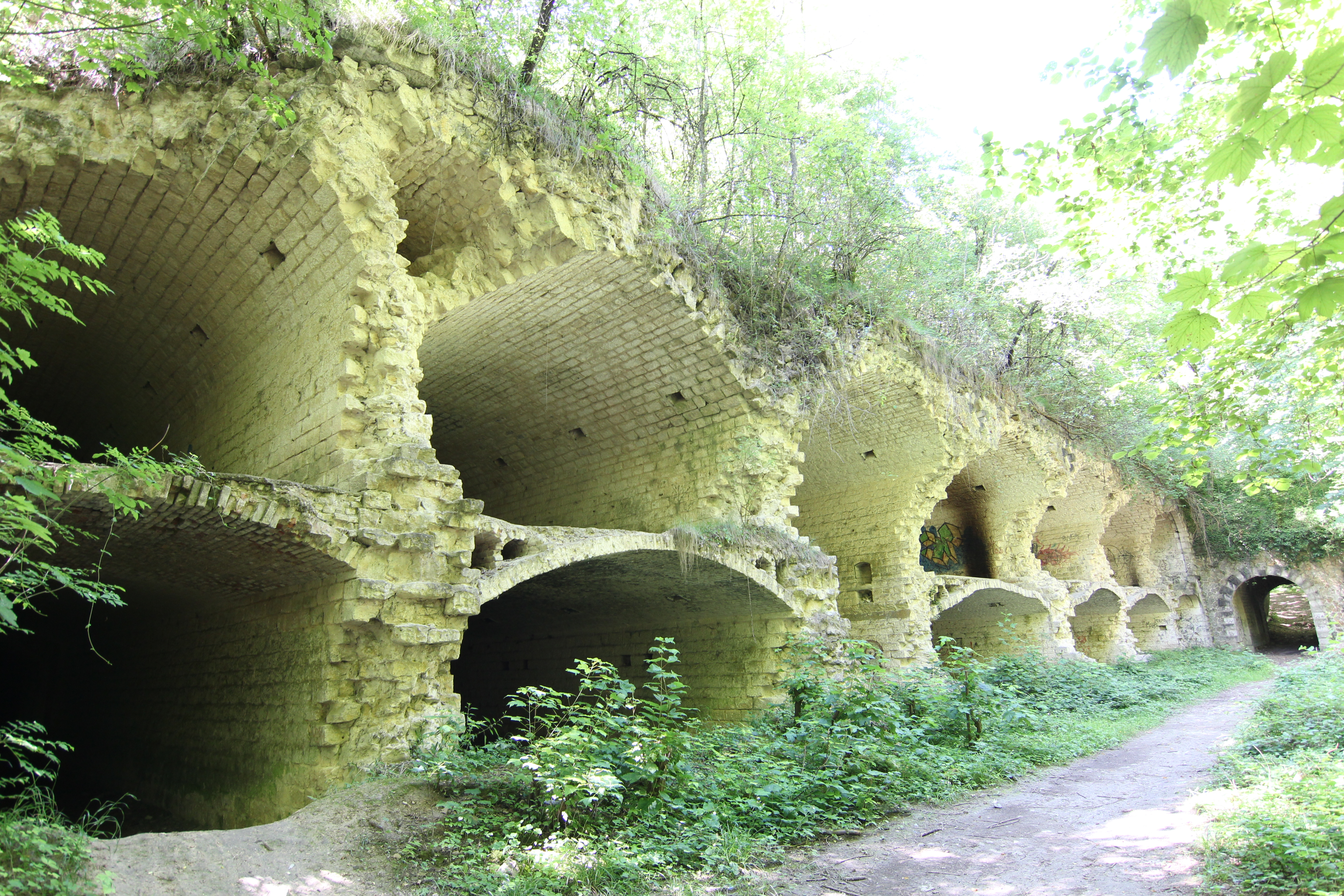
Reste des früheren Forts de Saint-Thierry

## Verkehr
Pouillon liegt abseits größerer Verkehrsachsen. Die nachgeordnete Departementsstraße D 330A und lokale Landstraßen verbinden das Zentrum mit den Weilern und Nachbargemeinden. Eine Buslinie der Transportgesellschaft Champagne Mobilités verbindet die Gemeinde mit Cormicy und Reims.